# Бофисел ан Лион
Бофисел ан Лион (фр. Beauficel-en-Lyons) насеље је и општина у северној Француској у региону Горња Нормандија, у департману Ер која припада префектури Andelys.
По подацима из 2011. године у општини је живело 182 становника, а густина насељености је износила 25,28 становника/km². Општина се простире на површини од 7,2 km². Налази се на средњој надморској висини од 163 метара (максималној 163 m, а минималној 113 m).

## Демографија
| 1962. | 1968. | 1975. | 1982. | 1990. | 1999. | 2011. |
| ----- | ----- | ----- | ----- | ----- | ----- | ----- |
| 109   | 147   | 128   | 136   | 150   | 185   | 182   |

График промене броја становника у току последњих година